# Dorylini
Dorylini zijn een geslachtengroep (Tribus) van mieren die voorkomen in Afrika. Voorheen werden ze beschouwd als onderfamilie (Dorylinae).
Deze mieren kenmerken zich doordat ze lange wegen vormen, bewaakt door soldaten, waarover ze zich verplaatsen. Dorylini zijn erg agressief en vallen ook grote prooien aan, zoals vee. 
Een kolonie, bestaande uit gemiddeld 50 miljoen exemplaren, verplaatst zich vrij langzaam (20 meter/uur) maar heel soms vallen ook mensen ten prooi aan deze mieren. Er zijn gevallen bekend waarbij baby's en gehandicapten zijn ingesloten en uiteindelijk zijn opgegeten. Voor Afrikaanse Volken als de Masai zijn deze diertjes echter nuttig. Deze mieren verdelgen op natuurlijke wijze ongedierten als insecten en muizen van de akkers.
Een beet van een soldaatmier staat omschreven als uiterst pijnlijk. Met hun krachtige kaken zijn ze in staat door de huid heen te bijten. De Masai gebruiken deze diertjes als een natuurlijk hechtmiddel bij gapende wonden. Door de wondranden bijeen te houden en er mieren in te laten bijten blijft door de kracht van de kaken de wond gesloten. De kaken blijven dagen achtereen gesloten zelfs nadat het achterlijf is verwijderd.

## Bevruchting
Mannelijke Dorylini lijken op een worst met vleugels en worden daarom ook wel Sausage Flies genoemd. Als deze Sausage Fly in de buurt komt van de mierenkolonie, wordt hij aangevallen en ontdaan van zijn vleugels. Hij wordt gevangen gehouden totdat er een koningin is waarvan de eitjes bevrucht moeten worden. Een Sausage Fly kan tot 500 miljoen eitjes bevruchten.